# All Music
All Music DEEJAY je italská hudebně-zábavní televizní stanice (je první čistě italskou hudební televizní stanicí). Začala vysílat v roce 1987 pod názvem Video Music. V roce 1997 se přejmenovala na Viva Music a od roku 2000 na All Music. V roce 2010 se stanice přejmenovala na DEEJAY. Převážnou část programové skladby tvoří klipy, hudební pořady, koncerty a hitparády. Ve večerních hodinách se vysílají i zábavné show, talk show, ale i seriály pro mladé.
V dnešní době v Itálii vysílá na 15 hudebních stanic. All Music společně s MTV Italia patří k těm nejsledovanějším. Kanál je šířen volně v digitální síti (DVB-T) po celé Itálii, dále nekódovaně na satelitu Hot Bird a přes internet.